# Matra
För andra betydelser, se Matra (olika betydelser).

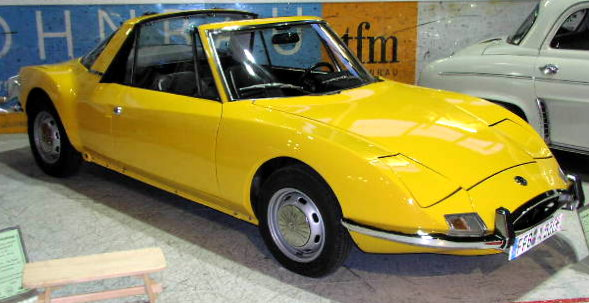
Matra M530 (1972)

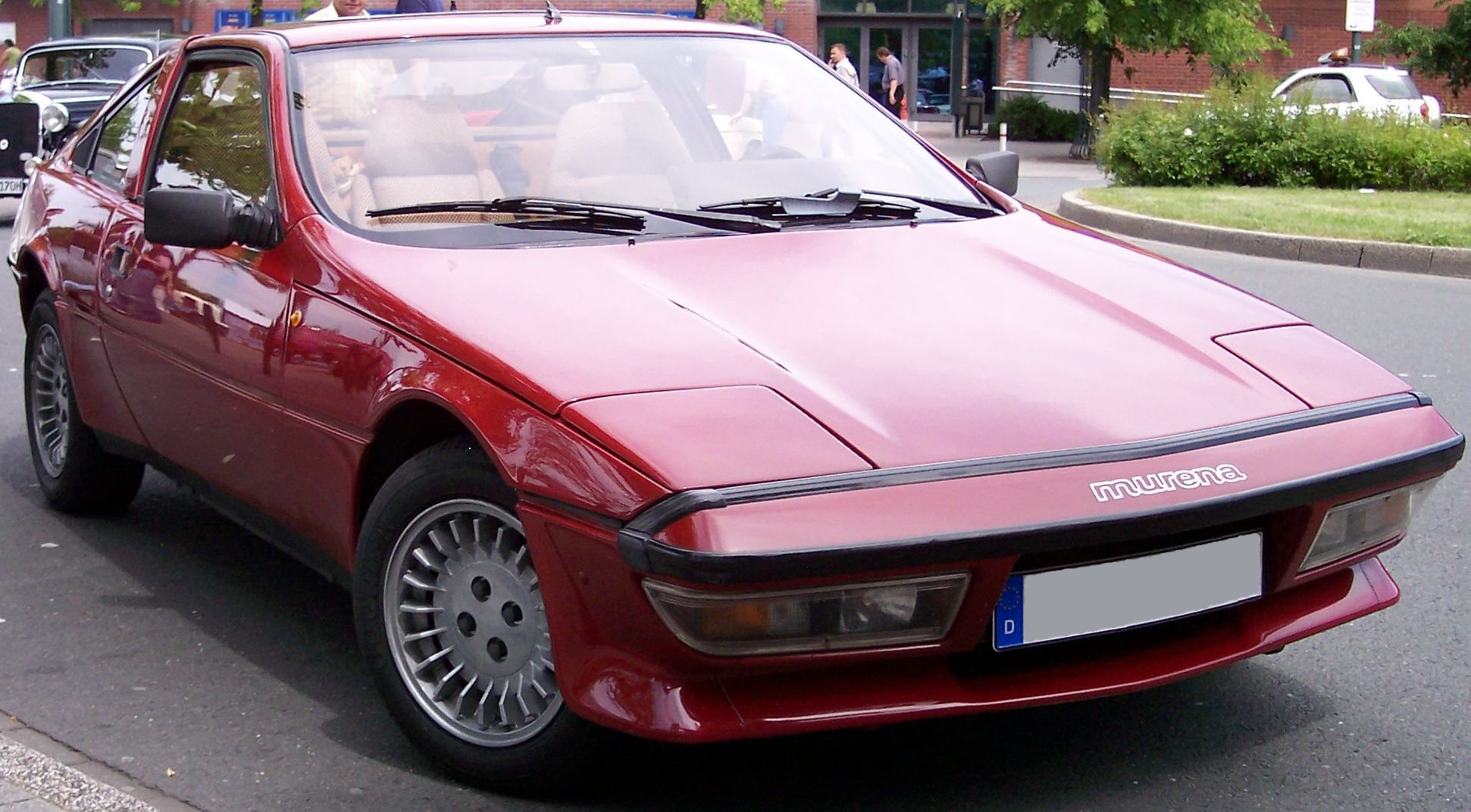
Talbot Matra Murena

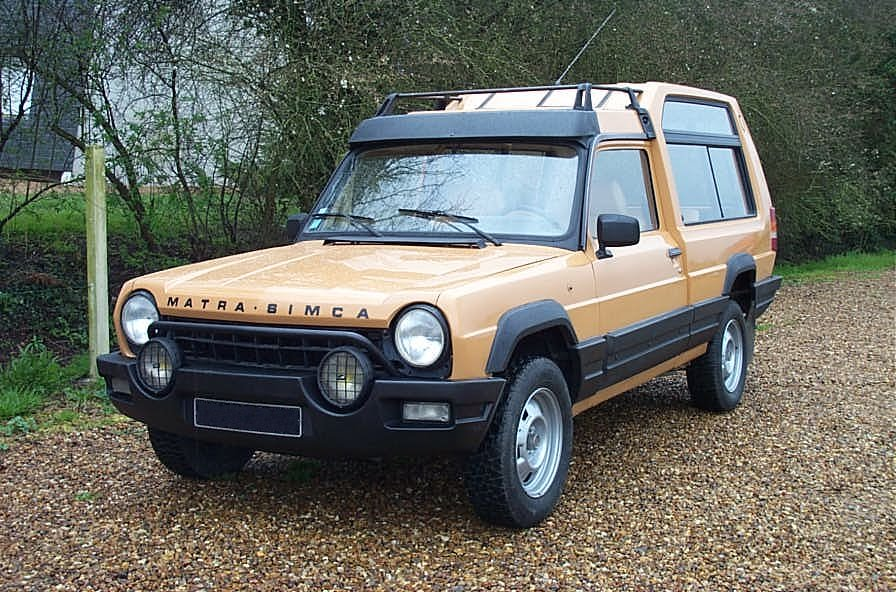
Simca Matra Rancho tillverkades tillsammans med Simca.

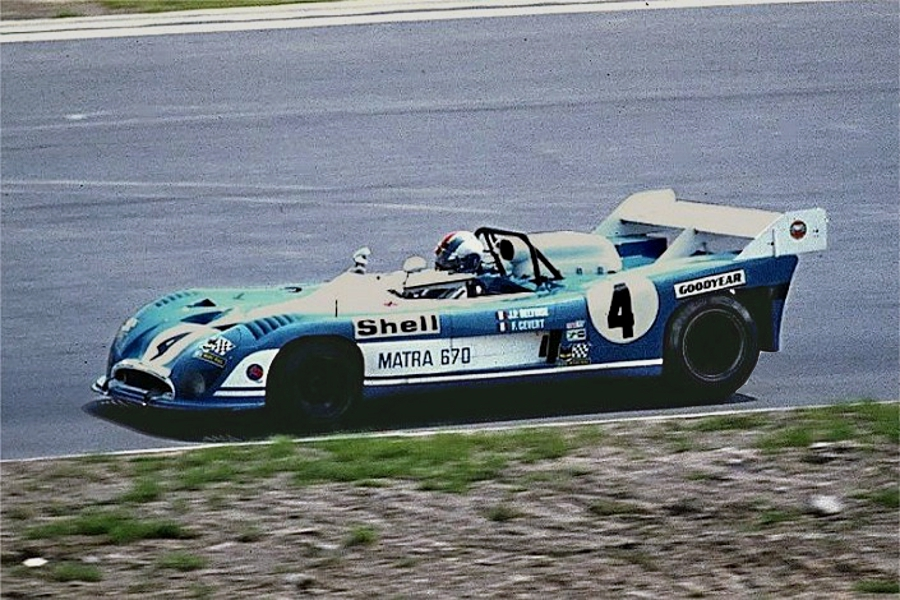
Matra-Simca

Matra var ett franskt företag som tillverkade bilar, flygplan, vapen med mera. Matra är ett teleskopord för Mécanique Avion TRAction.

## Historia
Matra grundades 1945.
1999 bildades Aérospatiale-Matra genom en sammanslagning av Matra och Aérospatiale.

## Matra personbilar
Första gången namnet Matra användes på personbilar var på modellen Matra Djet med motor från Renault. Under 1970-talet samarbetade Matra med Simca och tillverkade Simca-modeller som Bagheera, Murena och Rancho.
1984 kom Renault Espace som tillverkades av Matra. Den sista Renault-modellen som Matra tillverkade var Renault Avantime som inte blev någon succé. 2003 lade Matra ner sin bilfabrik.

### Personbilsmodeller
- Matra Djet
- Matra 530
- Matra Bagheera
- Matra Murena
- Matra Rancho
- Renault Espace
- Renault Avantime

## Matra Sports
Matra hade ett racingstall som grundades 1965 och som började tävla i formel 3 och formel 2. Matra Sports gick över till formel 1 1968 och tävlade även i sportvagnsracing.  I slutet av 1969 såldes Matra till franska Chrysler och blev då Matra-Simca. 

### Tävlingsvagnar
- Matra 670
- Matra MS80